# Люккум
Люкку́м — песчаный массив в Средней Азии (Казахстан), расположенный в Балхаш-Алакольской котловине, к югу от озера Балхаш, между реками Каратал и Аксу.
Представляет собой аллювиальные и флювиогляциальные отложения, перевеянные с поверхности ветром, создавшим комплекс эоловых форм рельефа.
Как и другие песчаные пустыни Южного Прибалхашья относится к среднему (настоящему) подзональному варианту пустынь Центральной Азии. Отличается богатством флоры.
На юге переходит в песчаный массив Жалкум.